# Lee Cheol-ha
Lee Cheol-ha, född 12 september 1970, är en sydkoreansk manusförfattare och regissör.

## Filmografi (i urval)

### Som regissör
- Love Me Not (2006)
- Story of Wine (2009)

### Som manusförfattare
- Love Me Not (2006)
- Story of Wine (2009)